# Rodeo Radio
Rodeo Radio ist das 2006 erschienene zweite Studioalbum der deutschen Band The BossHoss.

## Allgemeines
Entgegen dem vorangegangenen Album Internashville Urban Hymns finden sich mehr Eigenkompositionen, daneben sind die Stücke nicht ausschließlich auf Country-Musik ausgerichtet. Die Stücke Marry Marry Me, Rodeo Radio und Rodeo Queen wurden später in veränderter Form auf dem Kompilationsalbum Low Voltage aufgenommen. Von Hoss Power und Perkussionist Ernesto Escobar de Tijuana aufgenommene Radioeinspielungen bilden die Übergänge zwischen einigen Titeln. Als Hidden Track ist der Yodle Blues zu hören.

### Mitwirkende
Als Produzent, Arrangeur und Abmischer war hauptsächlich Hoss Power tätig. Das Grafikdesign stammt erneut von Werbedesigner Burns. Malcolm Arison, der später als „Hank Williamson“ festes Bandmitglied wurde, wirkte als Gastmusiker bei Hell Yeah mit. Rodeo Radio ist das einzige Album der Gruppe, auf dem Dean „Russ T. Nail“ als Leadgitarrist zu hören ist.

### Erfolg
In Deutschland gelangte Rodeo Radio als erstes Album der Band in die Top Ten. Als Singleauskopplungen konnten sich I Say a Little Prayer, Ring Ring Ring und Rodeo Radio in den deutschen Charts platzieren. Jedoch erreichten sie nicht die gleichen Positionen wie die Auskopplungen von Internashville Urban Hymns. In kommerzieller Hinsicht war es sowohl erfolgreicher als das Erstlingswerk Internashville Urban Hymns und der Nachfolger Stallion Battalion.

## Titelliste
1. Intro (Power/de Tijuana) – 0:22
2. Rodeo Radio (Power) – 2:47
3. Ring Ring Ring (Jolicoer/Mason/Skinner/Brookhouse/Drummond/Volpiere-Pierrot/Thorp/Huston) – 3:18
4. My Favourite Game (Svensson/Persson) – 3:12
5. I Say a Little Prayer (Bacharach/David) – 2:57
6. I'm on a High (Power) – 3:07
7. Hell Yeah (Power) – 2:43
8. Hot Stuff (Faltermeyer/Forsey/Belotte) – 3:08
9. Rodeo Queen (Power) – 3:46
10. It’s Not Unusual (Mills/Reed) – 2:44
11. Shake a Leg (Power/T. Nail) – 3:57
12. Mary Marry Me (Power) – 4:47
13. Jesus Built My Hotrod (Jourgensen/Barker/Riefflin/Balch/Haynes) – 3:20
14. Upside Down (Rodgers/Edwards) – 3:31
15. Ça plane pour moi (Lacomblez/Deprijk) – 3:24
16. You’ll Never Walk Alone (Rodgers) – 3:27

## Erläuterungen zu den einzelnen Liedern

### Rodeo Radio
Rodeo Radio ist die erste selbstkomponierte Single-Auskopplung der Band.

### I Say a Little Prayer
I Say a Little Prayer wurde als Single ausgekoppelt. Zur Promotion des im Original von Aretha Franklin gesungenen Stückes wurde ein Musikvideo im Schwarz-weiß-Stil gedreht. Darin sieht man die Band, wie sie das Lied spielt, auf der tatsächlichen Handlungsebene des Videos sieht man die Leadsänger Burns und Power als untreue Liebhaber.

### Hot Stuff
Die E-Gitarre von Russ T. Nail spielt neben der Mundharmonika eine dominierende Rolle im Stück. Die Gesangsstrukturen sind komplexer als auf den meisten anderen Liedern des Albums.

### It’s Not Unusual
Das in Minimalbesetzung eingespielte It’s Not Unusual ist das einzige allein von Burns gesungene Lied der Band.

### Shake a Leg
Shake a Leg ist das einzige Lied, das Hauptkomponist Power mit dem Bandmitglied Russ T. Nail schrieb.

### Mary Marry Me
Das Lied wurde lediglich von Power als Sänger mit akustischer Rhythmusgitarre sowie Russ T. Nail mit E-Gitarre eingespielt. Das Thema des Textes wurde auf den Alben Stallion Battalion und Do or Die mit den Stücken Goodbye Mary sowie Still Crazy About Mary wieder aufgegriffen.

### Ça plane pour moi
Das erstmals von Plastic Bertrand 1977 aufgenommene Lied wurde ins Englische übersetzt und 2007 zusammen mit dem Originalinterpreten erneut aufgenommen.

## Kritik
- rockandroad.de (12. September 2006): „Auch das zweite Album weiss mit einer flotten Mischung von gecoverten Songs im BossHoss-Gewand und eigenen Liedern zu überzeugen. Die Band ist zur Zeit fast überall präsent. Ob in der Werbung oder beim Fußball, BossHoss-Songs sind oft zu hören. Wer schon mal ein Konzert der Jungs besucht hat, der weiss was Stimmung heißt. Country Musik ist ja gerade hip in Good Old Germany. Wir sind sicher, wäre Deutschland beim Eurovision Song Contest mit dieser Truppe angetreten, hätten wir besser abgeschnitten. Rodeo Radio ist der definitive Soundtrack für diesen Sommer.“[3]

- motor.de (17. Juni 2009): „‚Rodeo Radio‘ – The Bosshoss satteln 2006 auf zum zweiten Albumritt! Und zu behaupten, seit dem Erscheinen ihres Debuts ‚Internashville Urban Hymns‘ hätte sich Einiges getan, wäre wohl die größtmögliche Untertreibung. The Bosshoss haben mit ihren temporeichen Country-Interpretationen von Klassikern aus Rock, Alternative und Pop auf allen Bühnen für das Comeback des Stetsons gesorgt und schlagen nun mit ‚Rodeo Radio‘ dieselbe Richtung ein. Weil da eben noch mehr geht und wir längst nicht genug haben. Diesmal werden z. B. Donna Summers ‚Hot Stuff‘ die Sporen gegeben, zum ‚Favorite Game‘ der Cardigans losgaloppiert und gleich sechsmal im eigenen Songwriterstall gewildert.“[4]